# Felix Prokeš

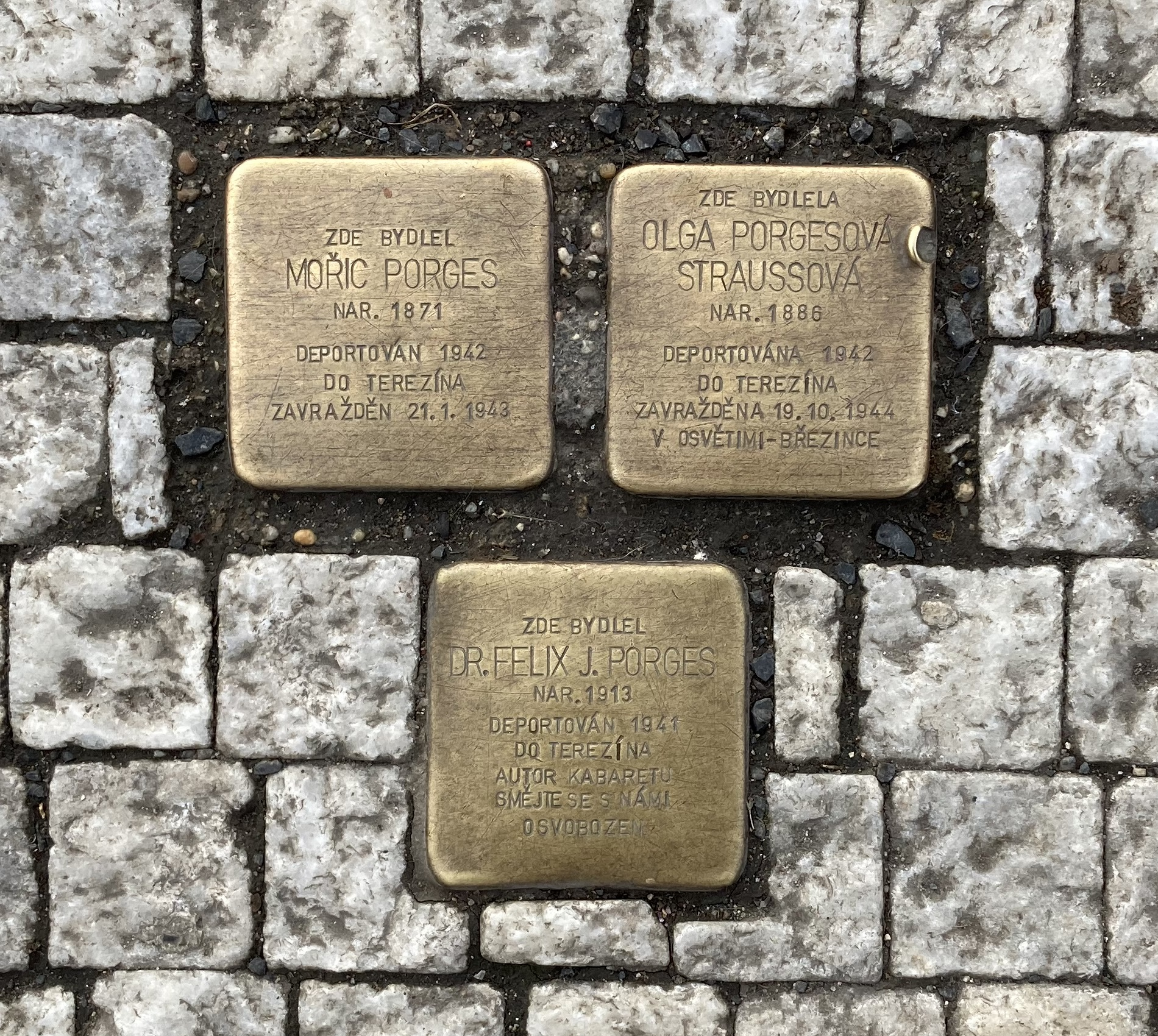
"Kámen zmizelých" Dr. Felixe Porgese (fotografie pochází z února 2024).

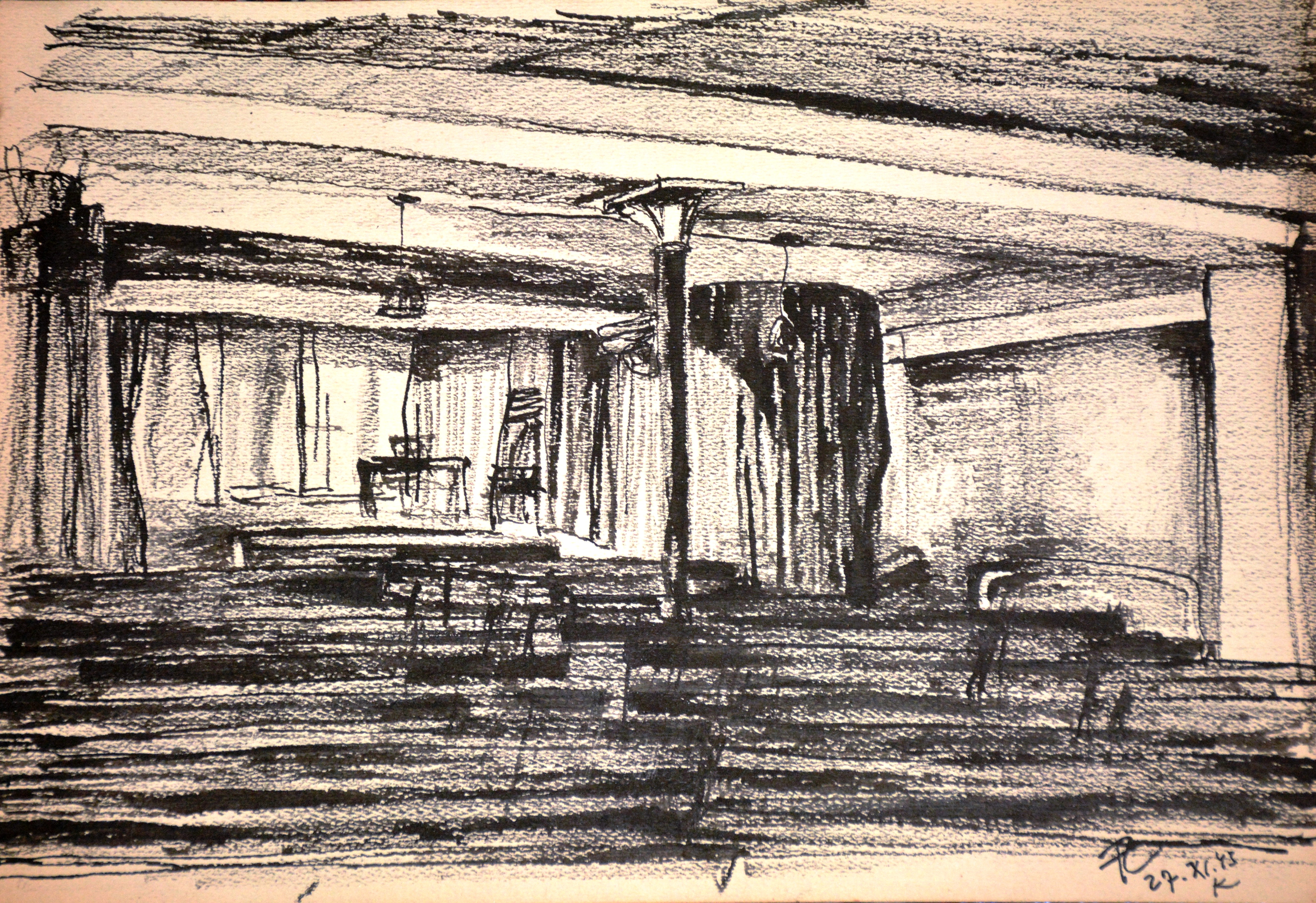
František Zelenka: Terezínská půda (kresba, datováno 27.11.1943)

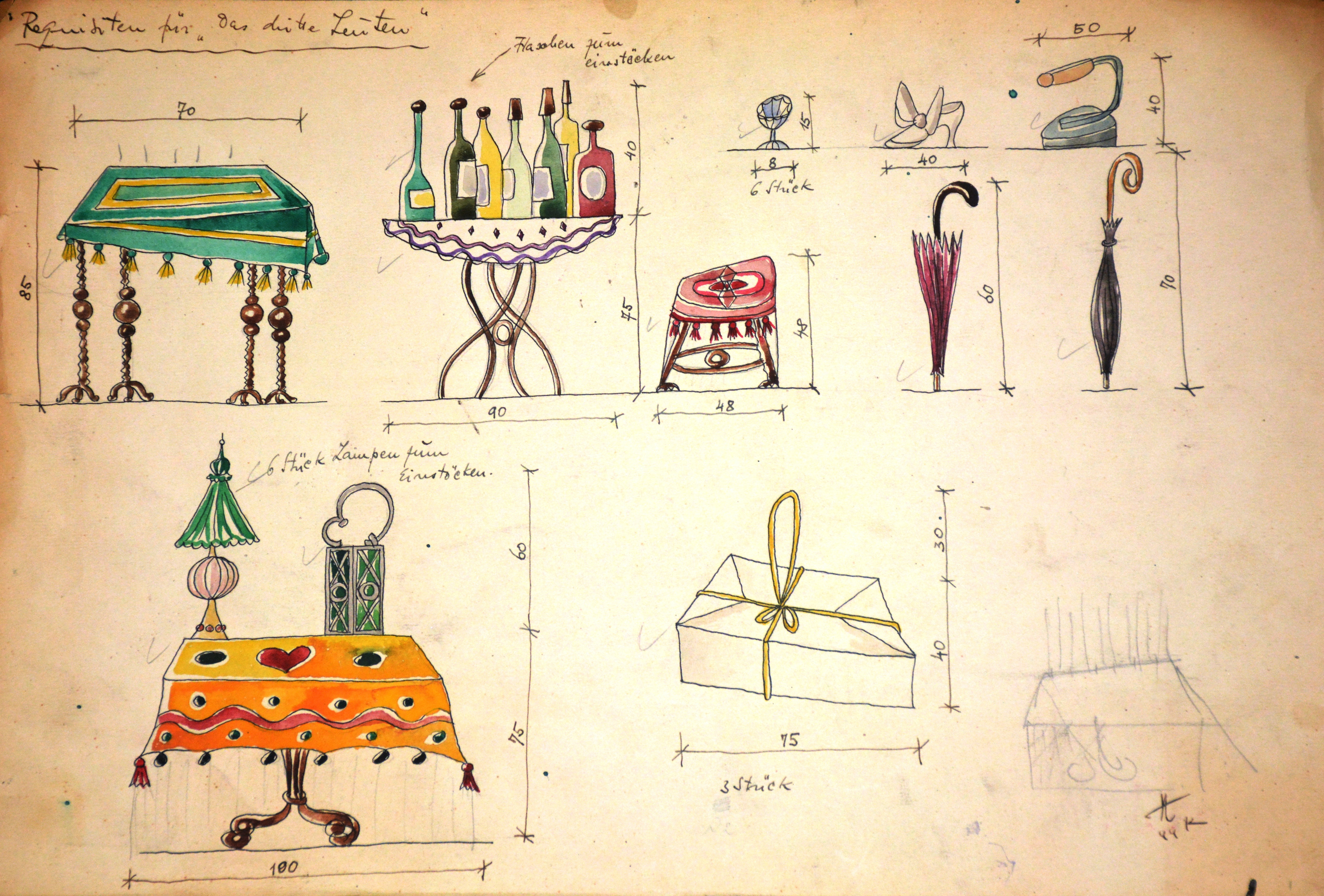
Návrh rekvizit pro divadelní představení (František Zelenka; Terezín Ghetto, datováno 1944)

Felix Prokeš, vlastním jménem Felix J. Porges (1. února 1913 Praha – 15. ledna 1982 Praha) byl židovský právník, spoluautor, autor hudby a režisér satirického kabaretu „Smějte se s námi“, který vznikl během druhé světové války v terezínském ghettu, kde se hrál na jaře a v létě roku 1944.

## Život

### Rodinný původ a Terezín
Felix Porges se narodil 1. února 1913 v Praze. Jeho otcem byl Mořic Porges, jeho matkou byla Olga Porgesová Straussová. Felix Porges vystudoval v Praze právnickou fakultu. Norimberské zákony mu ale záhy znemožnily vykonávat právnickou praxi. Ve věku 28 let (v roce 1941) byl zařazen do transportu do terezínského ghetta. Měl rád operní hudbu, dokázal i hudbu komponovat, psát scénáře, režírovat a hrát. V terezínské samosprávě byl zařazen do oddělení volného času, kde se zabýval organizováním divadelního života v ghettu. V Terezíně se seznámil se svojí budoucí manželkou Elly Bernsteinovou a v ghettu měli i svatbu. Elly Bernsteinová pocházela z židovské rodiny velkoobchodníka s obilím, před transportem do Terezína amatérsky tancovala v jihlavském divadle a v Praze ve Velké operetě, vládla několika cizími jazyky a jezdila (jako jedna z mála žen za první republiky) na motorce. Po Mnichovu byla rodina Bernsteinových nucena přesídlit z Jihlavy do Telče, ale pak následovala deportace (transport) do terezínského ghetta.

### Smějte se s námi
V Terezíně napsal Felix Porges (jako spoluautor ještě s Vítězslavem Horpatzskym, Pavlem Weisskopfem a Pavlem Stránským) kabaret s názvem „Smějte se s námi“, opatřil jej vlastní hudbou, dílo též režíroval (a hrál v něm) a titulní roli svěřil právě Elly Bernsteinové. Toto židovské satirické kabaretní představení (pro jedenáct herců) se v terezínském ghettu hrálo na jaře a v létě roku 1944 a jeho tématem bylo setkání dvou přátel po skončení druhé světové války v Praze na Václavském náměstí. Jeden z nich prošel terezínským ghettem, zatímco ten druhý nikoliv a ptal se toho prvního, jaké to tam bylo. Ten z Terezína ironicky líčil, že tam byla „skvělá rekreace“. Dialogy na předscénách byly vedeny po vzoru Jiřího Voskovce a Jana Wericha a zaměřovaly se na zlořády terezínského života. V kabaretu účinkoval také pozdější operní pěvec, libretista a režisér Karel Berman. Kabaret pomohl jeho tvůrcům a interpretům částečně oddálit jejich deportaci do vyhlazovacích táborů a divákům pak dodával zdání určité „normálnosti“ života v ghettu stejně tak i sílu přežít a dočkat se blížícího se konce druhé světové války.

### Po druhé světové válce
Rodiče Felixe a Elly Porgesových  se konce druhé světové války nedočkali a jejich životy skončily v nacistických koncentračních táborech. Po návratu z terezínského ghetta (po čtyřměsíční karanténě, protože v ghettu na konci 2. sv. války propukla epidemie tyfu) se manželé Porgesovi zřekli židovství a přejmenovali se na Prokešovi. Měli tři syny: nejstaršího Miroslava Prokeše; nejmladšího Zdeňka Prokeše 
a prostředního Jana Prokeše.

## Připomínky
- Tým badatelů Minnesotské univerzity (vedených Lisou Peschelovou) se podrobně zabýval (krom jiného) i osvětovou činností Felixe Porgese v terezínském ghettu. Výsledky jejich historických nálezů byly publikovány v knize Divadelní texty z terezínského ghetta 1941–1945 (viz níže).[3]
- Na křižovatce pražských ulic Sokolovská a Ke Štvanici (na pražské Florenci, před stanicí metra Florenc)[13] byl dne 6. září 2019 vložen do dlažby kámen zmizelých (Stoplersteine) připomínající JUDr. Felixe J. Porgese.[6] Na kameni je nápis: Zde bydlel / Dr. Felix J. Porges / Narozen 1913 / Deportován 1941 do Terezína / Autor kabaretu „Smějte se s námi“. / Ovobozen[8][10] Kámen doplnil dva další kameny zmizelých, jež připomínají jeho rodiče – Olgu Porgesovou Straussovou[p 2] a Mořice Porgese.[13][10][p 1]